# Carcere minorile
Il carcere minorile, conosciuto come riformatorio, casa di correzione per minori o più recentemente in Italia, anche con il nome  Istituto Penale per Minorenni (IPM), è una casa di reclusione finalizzata alla restrizione della libertà personale di individui minorenni che hanno commesso reati e alla rieducazione e al reinserimento nella società degli stessi. A Roma sorse nel 1703 il S. Michele, fortemente voluto da papa Clemente XI, che prescriveva fosse mirato a «correggere attraverso l'insegnamento, la pratica della religione e l'apprendimento di qualche arte meccanica». Il S. Gabitto sarebbe poi stato avvicendato dalla nuova struttura di Casal del Marmo nel 1964.

## Descrizione
Una volta elaborati nel sistema giudiziario minorile, esistono molti percorsi diversi per i minori. Alcuni minori vengono reinseriti direttamente nella comunità per sottoporsi a programmi di riabilitazione, mentre altri minori, che possono rappresentare una minaccia maggiore per la società e per se stessi, hanno la necessità di un soggiorno in un centro di detenzione minorile sorvegliato. Il minore che viene inviato dai tribunali a un centro di detenzione minorile, può essere destinato a due tipi di strutture: la detenzione sicura e il confinamento sicuro. La detenzione sicura significa che i minori vengono trattenuti in genere per brevi periodi di tempo in strutture al fine di attendere le attuali audizioni di prova e ulteriori decisioni di collocamento. Tenendo i minori in detenzione sicura, garantisce l'apparizione in tribunale mantenendo al contempo la comunità al sicuro e senza rischi per i minori. Questo tipo di struttura è di solito chiamata "sala giovanile", è un centro di detenzione per i giovani. Sotto altro profilo, il confinamento sicuro implica che il minore è stato destinato dal tribunale alla custodia in una struttura di correzione minorile sicura per la durata di un programma specifico, che può durare da pochi mesi a molti anni.
La detenzione minorile non vuole essere punitiva. Piuttosto, i minori tenuti in custodia di solito ricevono cure coerenti con la dottrina dei parens patriae (in latino "genitore della nazione"). Lo stato o la giurisdizione locale sono generalmente responsabili di fornire istruzione, attività ricreative, salute, valutazione, consulenza e altri servizi di intervento, con l'intento di mantenere il benessere del giovane durante la sua permanenza in custodia. In generale, la detenzione sicura è riservata ai minori considerati una minaccia alla sicurezza pubblica o al processo giudiziario, sebbene in molti casi i giovani siano detenuti per violazione di un ordine del tribunale. I trasgressori dello status, ovvero i minori accusati di fuggire da casa, il possesso di alcol e altri reati che non sono reati se commessi da adulti, possono essere trattenuti solo per 24 ore. All'interno delle categorie di detenzione sicura e confinamento sicuro per i minori, il nome generale di queste strutture è programmi residenziali.
Cinque tipi generali di programmi residenziali in cui un minore può essere collocato mentre è in custodia giudiziaria: l'ufficio per la giustizia minorile e la prevenzione della delinquenza ha riscontrato che i cinque tipi di programmi residenziali per minori sono una vasta gamma, tra cui detenzione, correzioni, accampamento, trattamento basato sulla comunità e residenziale. La ragione dell'ampia varietà di opzioni di collocamento dei minori è che attualmente non esiste una definizione uniforme di programmi di trattamento residenziale. Di conseguenza, ciò crea una mancanza di uniformità tra gli stati e una grande varietà di nomi per la detenzione sicura e i centri di confinamento sicuri per i minori.

## Preoccupazioni e critiche
I centri di detenzione minorile e le strutture di confinamento a lungo termine sono stati costantemente discussi e discussi su due preoccupazioni principali: sovraffollamento e inefficacia. Poiché il numero di casi minorili è aumentato negli ultimi quindici anni, è aumentato anche il numero di minori che ha trascorso del tempo in strutture sicure e limitate. Di conseguenza, i sistemi sono diventati sovrappopolati e sovraffollati e molte volte ciò porta al problema di troppi residenti e di non abbastanza letti vuoti.
È stato riscontrato che il sovraffollamento esiste in molte strutture per i giovani. Nei casi in cui l'amministrazione non è preparata a gestire il gran numero di residenti, si può verificare la sovrappopolazione nei centri di detenzione minorile e nelle strutture di correzione minorile per creare instabilità e aumentare la violenza. Inoltre, il sovraffollamento può anche portare alla diminuzione della disponibilità per fornire ai giovani programmi e servizi molto necessari e promessi mentre si trovano nella struttura. Se il finanziamento è un problema con una struttura specifica, il sovraffollamento può ridurre la disponibilità di servizi come l'istruzione e la salute mentale a tutti i giovani.
Oltre al sovraffollamento, vengono messe in dubbio le strutture per la sicurezza dei minori per la loro efficacia complessiva nella vita più ampia dei giovani. Ciò che induce molti critici a mettere in dubbio l'efficacia complessiva dei centri di detenzione sicuri e delle strutture di confinamento è l'elevato tasso di recidiva giovanile.
Se i centri giovanili devono provvedere ai bisogni fondamentali della gioventù che serve, un'altra grande critica da parte di molti è che i centri non riescono a soddisfare i bisogni educativi di base, la salute mentale e le necessità riabilitative necessarie della gioventù. Parte del motivo per cui l'efficacia complessiva è una preoccupazione per le strutture di sicurezza minorile è anche dovuta alla convinzione che tutti i servizi di istruzione speciale potrebbero non essere sostenuti da tutti i giovani bisognosi durante il soggiorno nella struttura. Inoltre, è stato scoperto che molti centri giovanili mancano di programmi educativi di base per i giovani.
L'istruzione è vista da molti come un legame diretto con la recidiva, così come i bisogni di salute mentale dei minori. Un'altra area di preoccupazione nel quadro più ampio delle strutture giovanili è l'adeguatezza dei programmi di salute mentale. È stato scoperto che molte strutture giovanili hanno ben eseguito programmi di salute mentale per i giovani.

## Nel mondo

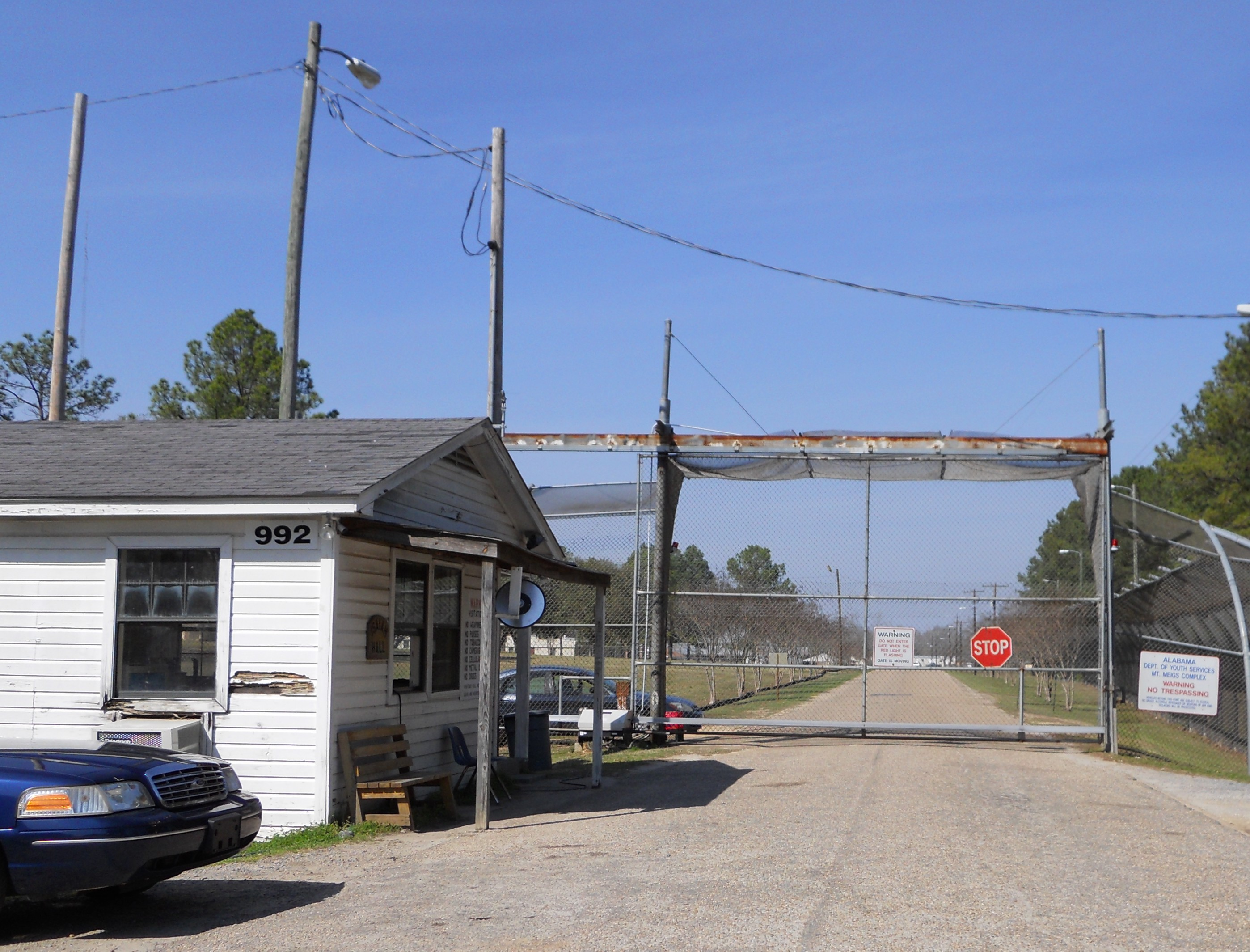
Mount Meigs Campus, a Mount Meigs, una zona non incorporata nella Contea di Montgomery, Alabama, Stati Uniti

### Italia
In Italia possono essere detenuti presso carceri minorili esclusivamente giovani di età compresa tra i 14 ed i 18 anni. Se incarcerati un giorno prima del loro diciottesimo compleanno, restano al carcere minorile fino a 25 anni, sottoposti al medesimo diritto penale e penitenziario dei maggiori di età, ma con pene ridotte (oggetto di ultima revisione nel 1975). Se la condanna si protrae oltre il compimento del diciottesimo anno di età, il detenuto rimane presso il penitenziario minorile sino al venticinquesimo anno, dopodiché viene trasferito d'ufficio presso una casa circondariale (se rimangono meno di tre anni di pena da scontare) o presso un istituto penitenziario ordinario. Se, in seguito all'emissione di una sentenza di condanna passata in giudicato, la pena diviene esecutiva dopo che il minore ha compiuto i 18 anni, egli viene traslato presso il carcere minorile se di età inferiore ai 25 anni, altrimenti direttamente presso un carcere ordinario.
I bambini di 12-13 anni – non imputabili ai sensi della legge penale – non possono essere internati in un carcere minorile. Nel caso in cui vengano ritenuti socialmente pericolosi dopo aver commesso un crimine di particolare gravità, possono comunque essere collocati in una comunità, o sottoposti a libertà vigilata.
I bambini sotto i 12 anni (Età minima assoluta per la responsabilità penale) - non possono essere puniti, ma possono essere inviati solo a misura di protezione
La Campania e la Toscana hanno ciascuna 2 carceri minorili (anche se quello di Pontremoli dipende dal Centro Giustizia Minorile del Piemonte) e la Sicilia ben 4; la Valle d'Aosta, l'Umbria, il Trentino - Alto Adige, il Friuli - Venezia Giulia e il Molise neanche uno. 
Elenco dei 20 Istituti Penali per Minorenni presenti in Italia:
- ANCONA casa circondariale dal Centro giustizia minorile di Emilia-Romagna e Marche
- AGRIGENTO(AG) casa circondariale Agrigento, Sicilia
- ACIREALE (CT) dipende dal Centro giustizia minorile della Sicilia
- AIROLA (BN) dipende dal Centro giustizia minorile della Campania
- BARI dipende dal Centro giustizia minorile di Puglia e Basilicata
- BOLOGNA dipende dal Centro giustizia minorile di Emilia-Romagna e Marche
- CAGLIARI dipende dal Centro giustizia minorile Sardegna
- CALTANISSETTA dipende dal Centro giustizia minorile della Sicilia
- CATANIA dipende dal Centro giustizia minorile della Sicilia
- CATANZARO dipende dal Centro giustizia minorile della Calabria
- FIRENZE dipende dal Centro giustizia minorile di Toscana e Umbria
- L'AQUILA dipende dal Centro giustizia minorile di Lazio, Abruzzo e Molise
- MILANO dipende dal Centro giustizia minorile della Lombardia
- NAPOLI dipende dal Centro giustizia minorile della Campania
- PALERMO dipende dal Centro giustizia minorile della Sicilia
- PONTREMOLI (MS) dipende dal Centro giustizia minorile di Piemonte, Valle d’Aosta, Liguria e la Provincia di Massa-Carrara
- POTENZA dipende dal Centro giustizia minorile di Puglia e Basilicata
- ROMA dipende dal Centro giustizia minorile di Lazio, Abruzzo e Molise
- TORINO dipende dal Centro giustizia minorile di Piemonte, Valle d’Aosta, Liguria e la Provincia di Massa Carrara
- TREVISO dipende dal Centro giustizia minorile di Veneto, Friuli Venezia Giulia e le Province autonome di Trento e Bolzano

### Stati Uniti
Nel 2016 si contavano 45 567 minorenni nelle strutture di detenzione. Di questi, 32 301 erano in una struttura pubblica, mentre 13 266 erano in una struttura privata.

#### Connecticut
Nel 1870 la scuola di Long Lane fu costruita su un terreno donato a Middletown. Tuttavia, è diventata la Connecticut Juvenile Training School (CJTS) nel 2003. CJTS è una struttura di trattamento dedicata ai ragazzi delinquenti dai 12 ai 17 anni. Ci sono state numerose controversie e scandali associati a CJTS tra il 1998-2005. Nel 2005 la governatrice Jodi Rell ha tentato di chiudere la struttura, ma è stata invece riformata nel 2008 dal Department of Children & Families. Il nuovo CJTS presenta un modello terapeutico sviluppato con l'assistenza di The Boys & Girls Clubs of America. La scuola è stata chiusa senza sostituzione nel 2018.

#### Pennsylvania
PA Child Care è un centro di detenzione in Pennsylvania, negli Stati Uniti. Faceva parte dello scandalo Kids for cash in cui ai giudici venivano concessi degli incentivi economici in cambio dell'imposizione di pene severe ai giovani autori di reati in modo che i centri di detenzione potessero fare affari.